# 佐藤孝行
佐藤孝行（日语：佐藤 孝行/さとう こうこう，1928年2月1日—2011年5月18日），日本的政治家，日本众议院议员，曾担任橋本龍太郎时期的國務大臣總務廳長官。